# Lehrerwohnhaus Von-Witzleben-Allee 2
Das Lehrerwohnhaus Von-Witzleben-Allee 2, auch Küsterhaus genannt, in Hude wurde im 20. Jahrhundert gebaut.
Das sanierte Haus wird heute noch als Wohnhaus genutzt.
Das Gebäude steht unter Denkmalschutz (siehe auch Liste der Baudenkmale in Hude (Oldenburg)).

## Geschichte
Das Kloster Hude war von 1232 bis 1536 (nach der Reformation) in Hude eine ehemalige Zisterzienserabtei, das als Ruine erhalten ist. Hier war das Zentrum von Gut Hude mit Jagdschloss bzw. Herrenhaus der Familie von Witzleben.

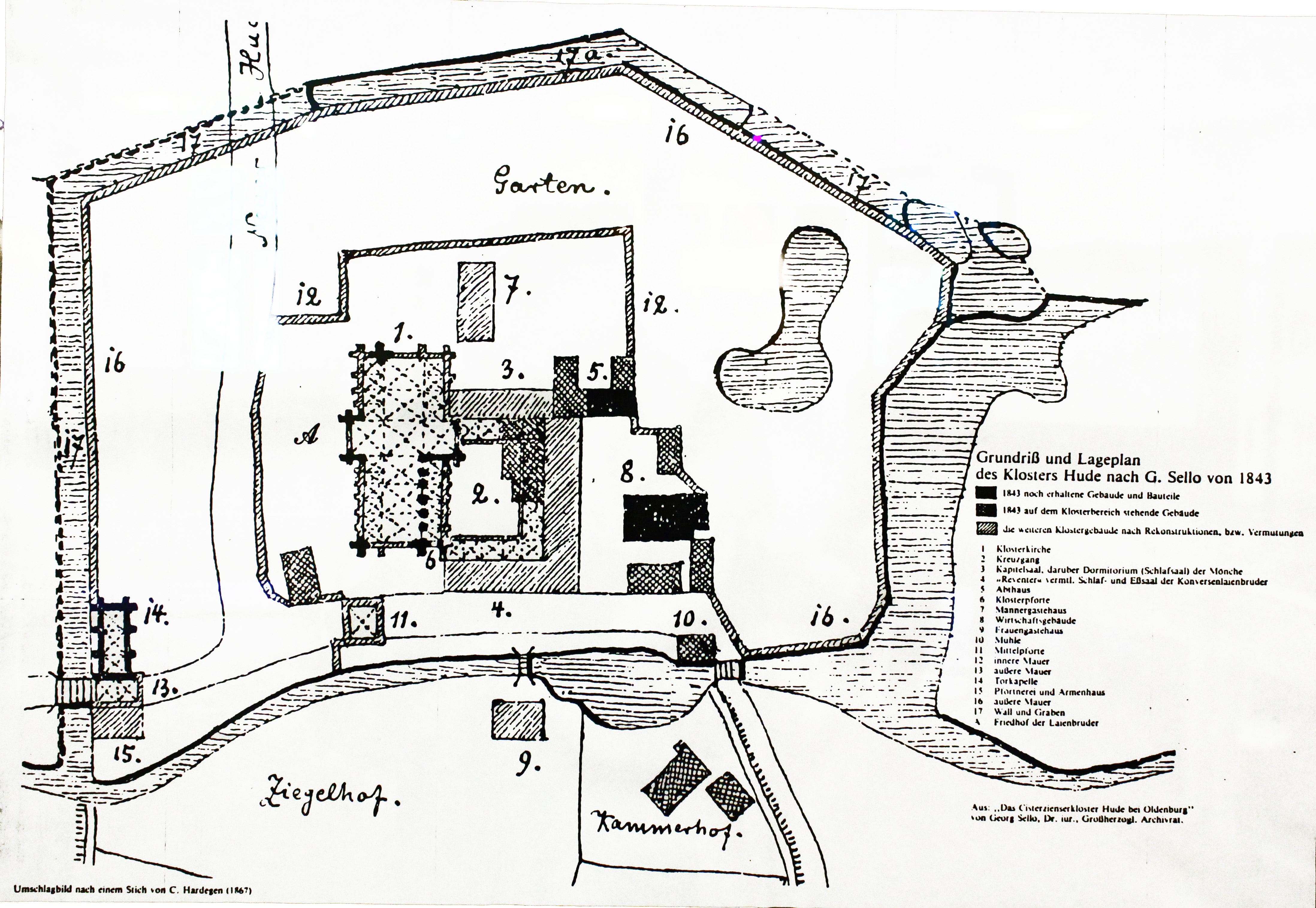
Unterhalb von Nr. 10

Das eineinhalbgeschossige verklinkerte historisierende giebelständige Gebäude auf dem Klosterareal vom Typus Oldenburger Hundehütte (achsensymmetrisch, hier fünfachsig, Drempel) mit Satteldach, segmentbogigen (OG) und rundbogigen (EG) Fenstern und Tür, kräftigem Mittelgesims aus Klinkern sowie dem prägenden Schwebegiebel mit ornamental geschnitzten Schmuckbrettern stammt von 1906. Später wurde es zum Küsterhaus und danach zum Wohnhaus mit zwei Wohnungen.
Vor dem Lehrerwohnhaus steht das ehemalige Schulhaus von 1838 und östlich das Museum Kloster Hude, das Herrenhaus bzw. Abtshaus, die Klosterschänke und die Klostermühle Hude (Galerie).
Das Niedersächsische Landesamt für Denkmalpflege befand: „… Lehrerwohnhaus … hat eine geschichtliche Bedeutung … als beispielhaftes … kaum verändert erhaltenes Lehrerwohnhaus der Zeit …“